# Campo de concentración de Gusen III

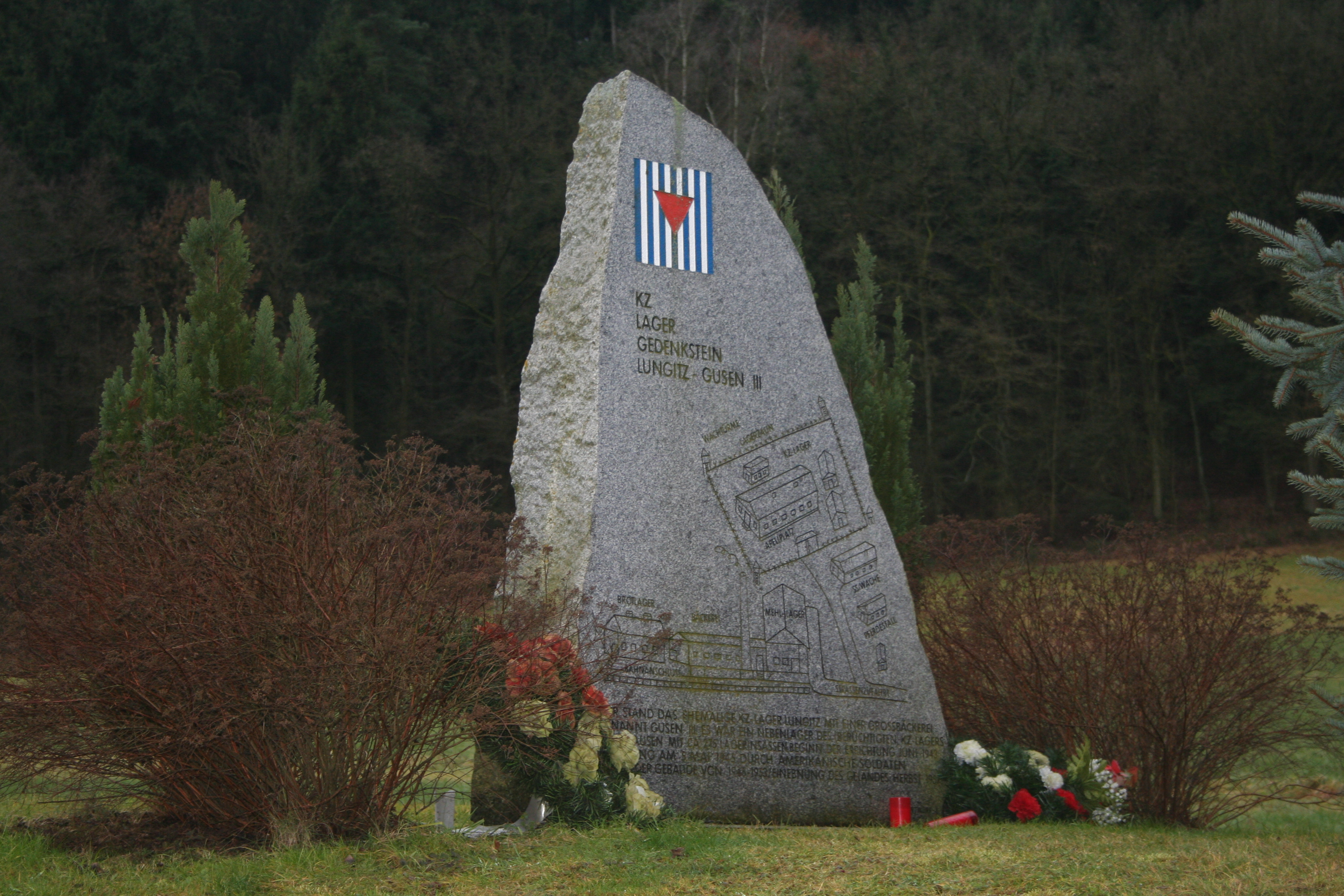
Piedra conmemorativa en Lungitz

El Campo de Concentración Gusen III (KZ Gusen III) se fundó oficialmente en diciembre de 1944 en la localidad de Lungitz con el fin de surtir de mano de obra la creación de un centro logístico para las fábricas subterráneas de B8 Bergkristall y un horno de pan para el sistema de campos de concentración de Mauthausen-Gusen.

## Historia
Ya en 1940, los prisioneros de KZ Gusen I iban diariamente a trabajar a una antigua fábrica de ladrillos en Lungitz. Cuando en 1943 cesó la producción de ladrillos se pasó a usar aquellas naves para el almacenamiento de componentes aeronáuticos para la firma Messerschmitt que posteriormente se usaban en Gusen I y en ‘’’B8 Bergkristall’’’. A partir del otoño de 1943 empezaron a mantener permanentemente a los primeros prisioneros en Lungitz. Fue en esta época cuando comenzó a construirse también la panificadora. Pero no sería hasta febrero de 1945 cuando el campo comenzara a funcionar como tal. Justo al lado de las instalaciones de KL Gusen III pasaba una vía férrea que lo conectaba con Gusen I y Gusen II. Poco antes del fin de la guerra comenzaron los trabajos para excavar un túnel entre KZ Gusen III (la panificadora y los almacenes de piezas de avión) y KZ Gusen I y II, más concretamente los túneles de Kerllerbau, pasando bajo el monte Frankenberg.

## Características especiales
- Campo de prisioneros pequeño: 300 prisioneros.
- Junto a las vías del tren, que lo conectaban con KL Gusen I y II
- Panificadora industrial para surtir al sistema gemelo de campos de concentración Mauthausen-Gusen
- 2 marchas de la muerte hacia Gusen suspendidas.

## Comandos en los que trabajaban los prisioneros
- Para DEST:
  - Almacenamiento de piezas aeronáuticas de gran tamaño para el proyecto en colaboración con Messerschmitt GmbH en Gusen I y Saint Georgen / Gusen
- Para la administración SS:
  - Panificadora industrial para los prisioneros

## Elementos funcionales
- Campo de prisioneros (unos 300)
  - 1 barracón para los prisioneros
  - 1 barracón para las duchas
  - 1 letrina
  - 4 torres (de madera)
- Guardias SS (30 hombres)
  - Cabaña para los guardias
  - Establo
  - Aparcamiento
- Instalaciones administrativas de las SS
  - Almacén y panificadora industrial para los prisioneros
  - Forja
  - Cabaña para herramientas
- Instalaciones operativas de DEST
  - Almacén de piezas aeronáuticas de gran tamaño en la antigua fábrica de Ladrillos de Lungitz (Colaboración Messerschmitt GmbH)

## Personal clave
- Lagerführer
  - SS-UScha (R) Wilhelm Maack (1944-1945)

## Publicaciones
- Leo Reichl: Das KZ-Lager Gusen III. Beginn und Aufbau einer Großbäckerei in Lungitz und der Abbruch dieser Anlagen. In: Oberösterreichische Heimatblätter. Band 54. 2000, Heft 3/4, ISSN 0029-7550, S. 157–184. – Volltext online (PDF).
- Leo Reichl: Die KZ-Grabanlage auf dem Friedhof in Katsdorf aus dem Jahre 1945. 1. Auflage. Heimatkundliche Schriftenreihe zur Geschichte des Raumes Katsdorf, Band 5. Heimatverein, Katsdorf 2001.[2] – Volltext online (PDF).
- Leo Reichl: 	Erinnerungen an Ereignisse und Luftangriffe im Zweiten Weltkrieg und die Befreiung der KZ-Lager Gusen und Mauthausen und an Nachkriegsereignisse im Jahre 1945. Bericht. 2. Auflage. Heimatkundliche Schriftenreihe zur Geschichte des Raumes Katsdorf, Band 7. Heimatverein, Katsdorf 2004.[3] – Volltext online (PDF): S. 1–3, S. 4–30, S. 4–30, S. 31–41, S. 42–50, S. 51–67.

## Enlaces
- Rudolf A. Haunschmied Et alii: KZ Gusen III Concentration Camp at Lungitz. En: gusen.org (KZ Gusen Memorial Committee), (En inglés), 7 de marzo de 2006, último acceso el 18 de noviembre de 2011.

- Datos: Q598562
- Multimedia: Gusen III concentration camp / Q598562